# 대체 코르크

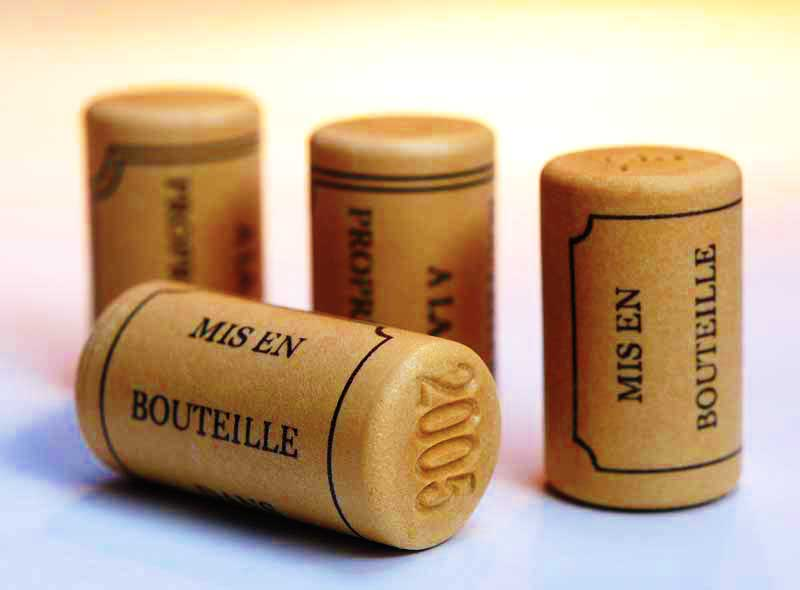
합성 와인 마개

대체 코르크 또는 대체 와인 마개(alternative wine closure)는 와인 산업에서 전통적인 코르크 마개 대신 와인병을 밀봉하는 데 사용되는 대체 마개이다. 이러한 대안의 출현은 화학적 트리클로로아니솔(TCA)의 존재로 인해 발생하는 "코르크 오염"으로부터 보호하기 위한 와인 제조업체의 품질 관리 노력에 대응하여 증가했다.
주로 스크류 캡과 천연 코르크 지지자들 사이의 마개 논쟁으로 인해 병입 후 와인 화학에 대한 인식이 높아졌으며, 산소 투과율이 다른 마개로 인해 와인이 생산될 수 있기 때문에 병입 과정 후에도 와인 제조 개념이 계속해서 성장했다. 소비자에게 다가가면 맛이 달라진다.
코르크 산업 단체인 APCOR에서는 오염율이 0.7~1.2%에 달하는 연구 결과를 인용한다. 캘리포니아주 나파에 있는 와인 스펙테이터(Wine Spectator) 블라인드 테이스팅 시설에서 시음한 2,800병에 대한 2005년 연구에서 병의 7%가 오염된 것으로 밝혀졌다.

## 같이 보기
- 마개
- 코르크